# Paşayiğit, Keşan
Paşayiğit là một thị trấn thuộc huyện Keşan, tỉnh Edirne, Thổ Nhĩ Kỳ. Dân số thời điểm năm 2011 là 1.429 người.